# Sysola
La Sysola (in russo Сысола?) è un fiume della Russia europea settentrionale (Repubblica dei Comi e Oblast' di Kirov), affluente di sinistra della Vyčegda.
Nasce dal versante settentrionale dei bassi rilievi degli Uvali settentrionali, all'estremità nord-orientale della oblast' di Kirov; scorre dapprima verso nord-ovest, successivamente verso nord, attraversando la parte sud-occidentale della Repubblica dei Komi, senza incontrare centri urbani di rilievo. Sfocia nella Vyčegda a 420 km dalla foce, nei pressi di Syktyvkar, capitale della Repubblica. Tra gli affluenti, un certo rilievo hanno i fiumi Bol'šaja Vizinga e Lėp"ju (lungo 131 km). Il grande insediamento di Vizinga sorge sulla Bol'šaja Vizinga, 10 chilometri a monte della sua confluenza nel Sysola.
La Sysola è gelata, mediamente, da fine ottobre-primi di novembre a fine aprile-primi di maggio; è navigabile nel basso corso nei restanti mesi.